# Tadeusz Krawczyk
Tadeusz Krawczyk (nascido em 3 de junho de 1959) é um ex-ciclista profissional polonês. Ganhou a Volta à Polônia em 1983.